# Winter Cup 2015-2016
La Winter Cup 2015-2016 è stata la terza edizione del torneo e si è svolta il 22 e il 23 dicembre 2015 presso il PalaMalfatti di Rieti. Alla ricerca di una identità non ancora definita, per il terzo anno consecutivo il torneo si gioca con una formula diversa che in questa edizione non prevede alcuna fase preliminare. È cambiato inoltre il numero delle società partecipanti, ridotte a quattro ovvero le prime tre classificate in campionato al termine del girone di andata e il Real Rieti in qualità di società ospitante.

## Formula
Il torneo si svolge con gare a eliminazione diretta di sola andata denominate semifinali e finale; qualora alla fine dei tempi regolamentari le gare valevoli per le semifinali si concludano con un risultato di parità, la vincente verrà determinata dai tiri di rigore. Nel caso in cui la finale si concludesse sul risultato di parità, si giocheranno due tempi supplementari di 5 minuti ciascuno; perdurando l'equilibrio anche al termine di questi, la vincente verrà determinata dai tiri di rigore.

## Squadre qualificate
Sono qualificate d'ufficio alla Winter Cup 2015-16 le tre società classificatesi dal primo al terzo posto del Campionato di Serie A al
termine del girone di andata e il Real Rieti in qualità di società organizzatrice. Poiché quest'ultima ha chiuso il girone di andata al secondo posto, alla manifestazione è stata ammessa la Carlisport Cogianco in quanto quarta classificata.
| Pos. | Squadra      | Data qualificazione | Partecipazioni | Miglior risultato   |
| ---- | ------------ | ------------------- | -------------- | ------------------- |
| 1    | Montesilvano | 22 novembre 2015    | 0              | Debuttante          |
| 2    | Real Rieti   | 30 ottobre 2015     | 2              | Finalista (2013-14) |
| 3    | Pescara      | 27 novembre 2015    | 2              | Finalista (2014-15) |
| 4    | Cogianco     | 2 dicembre 2015     | 0              | Debuttante          |

## Tabellone
Gli accoppiamenti delle quattro squadre partecipanti sono stati determinati tramite sorteggio che si è tenuto il giorno 16 dicembre 2015 presso la Segreteria della Divisione Calcio a 5 a Roma.
|  | Semifinali   | Semifinali   | Semifinali |          |            | Finale     | Finale | Finale |  |
|  |              |              |            |          |            |            |        |        |  |
|  | Real Rieti   | Real Rieti   | 5          |          |            |            |        |        |  |
|  | Real Rieti   | Real Rieti   | 5          |          |            |            |        |        |  |
|  | Montesilvano | Montesilvano | 2          |          |            |            |        |        |  |
|  | Montesilvano | Montesilvano | 2          |          | Real Rieti | Real Rieti | 7      |        |  |
|  |              |              |            |          | Real Rieti | Real Rieti | 7      |        |  |
|  |              |              | Cogianco   | Cogianco | 1          |            |        |        |  |
|  | Cogianco     | Cogianco     | Cogianco   | Cogianco | 1          | 8          |        |        |  |
|  | Cogianco     | Cogianco     |            |          |            |            |        |        |  |
|  | Pescara      | Pescara      | 5          |          |            |            |        |        |  |

### Semifinali[5]
| Arbitri: | Angelo Galante (Ancona) Vincenzo Giannantonio (Campobasso) Giovanni Zannola (Ostia Lido) |
| Crono:   | Daniele Fratangeli (Frosinone)                                                           |

| |           |                                                                          |
| Vieira 6'30'’ Rubén 23'31'’, 39'51'’ Waltinho 25'05'’, 33'32'’, 36'56'’ Luizinho 31'05'’ Boaventura 34'09'’ | Marcatori | 14'37'’, 15'25'’ Rescia 27'22'’ Gréllo 29'14'’ Ercolessi 38'02'’ Rogério |

| Arbitri: | Nicola Maria Manzione (Salerno) Antonio Gallo (Torre Annunziata) Daniele Intoppa (Roma 2) |
| Crono:   | Andrea Campi (Ciampino)                                                                   |

|                                                                    |           |                                      |
| Micoli 0'51'’ Héctor 26'45'’, 36'41'’ Rafinha 38'32'’ Saùl 19'53'’ | Marcatori | 09'03'’ Rosa 32'28’ (t.l.) Bordignon |

### Finale
| Arbitri: | Alessandro Malfer (Rovereto) Luca Rutigliano (Bari) Filippo Vidotto (San Donà di Piave) |
| Crono:   | Daniele Ferretti (Roma 1)                                                               |

| |            | |
| Zanchetta 9'07'’, 26'46'’, 27'42'’ Maluko 13'35'’ Héctor 19'16'’ Saùl 31'11'’, 38'10'’ | Marcatori  | 35'43'’ Boaventura |
| · Giuseppe Micoli · Jeffe · Márcio Zanchetta · Maluko · Saúl Olmo · Matteo Esposito · Douglas Corsini · Andrea Romano · Héctor Albadalejo · Edoardo Scappa · Rafinha · You Nouss Guennounna | Formazioni | · Francesco Molitierno · Roberto Tobe · Marco Boaventura · Luizinho · Waltinho · Marco Scigliano · Luca Ippoliti · Arlan Pablo Vieira · Michał Raubo · Rubén Cornejo · Mauricio Paschoal · Leonardo Del Ferraro |
| Mario Patriarca | Allenatori | Alessio Musti |

## Classifica marcatori
| Gol |  |  | Giocatore          | Squadra      |
| --- |  |  | ------------------ | ------------ |
| 3   |  |  | Héctor Albadalejo  | Real Rieti   |
| 3   |  |  | Saúl Olmo          | Real Rieti   |
| 3   |  |  | Waltinho           | Cogianco     |
| 3   |  |  | Márcio Zanchetta   | Real Rieti   |
| 2   |  |  | Marco Boaventura   | Cogianco     |
| 2   |  |  | Rubén Cornejo      | Cogianco     |
| 2   |  |  | Maximiliano Rescia | Pescara      |
| 1   |  |  | Andrei Bordignon   | Montesilvano |
| 1   |  |  | Marco Ercolessi    | Pescara      |

| Gol |  |  | Giocatore          | Squadra      |
| --- |  |  | ------------------ | ------------ |
| 1   |  |  | Gréllo             | Pescara      |
| 1   |  |  | Luizinho           | Cogianco     |
| 1   |  |  | Maluko             | Real Rieti   |
| 1   |  |  | Giuseppe Micoli    | Real Rieti   |
| 1   |  |  | Rafinha            | Real Rieti   |
| 1   |  |  | Rogério            | Pescara      |
| 1   |  |  | Matías Rosa        | Montesilvano |
| 1   |  |  | Arlan Pablo Vieira | Cogianco     |